# 그림 리퍼 (밴드)
그림 리퍼(영어: Grim Reaper)는 영국의 헤비 메탈 밴드이다.